# AshShajarah
AL Shajarah este un oraș din Iordania din apropierea granițelor siriene. Aproximativ 30.848 de oameni locuiesc în oraș și este cunoscut pentru culturile sale și uleiul de măsline.

## Istorie
În 1596 au apărut în Siria otomană registrele fiscale numite Sajara, iar AL Shajarah situat în nahiya, (subdistrict)ul Bani Juhma, parte a sangeacului Hawran. Avea 53 de gospodării și 21 de burlaci; to'i musulmani. Sătenii plătea o cotă fixă de impozitare de 25% pe produsele agricole; inclusiv grâu, orz, culturi de vară, capre și stupi de albine, pe lângă veniturile ocazionale. Impozitul total a fost de 10.248 aspri, dintre care cea mai mare parte a fost pentru grâu (7.200 akçe). 11/24 din venituri au fost duse la un waqf.

## Galerie

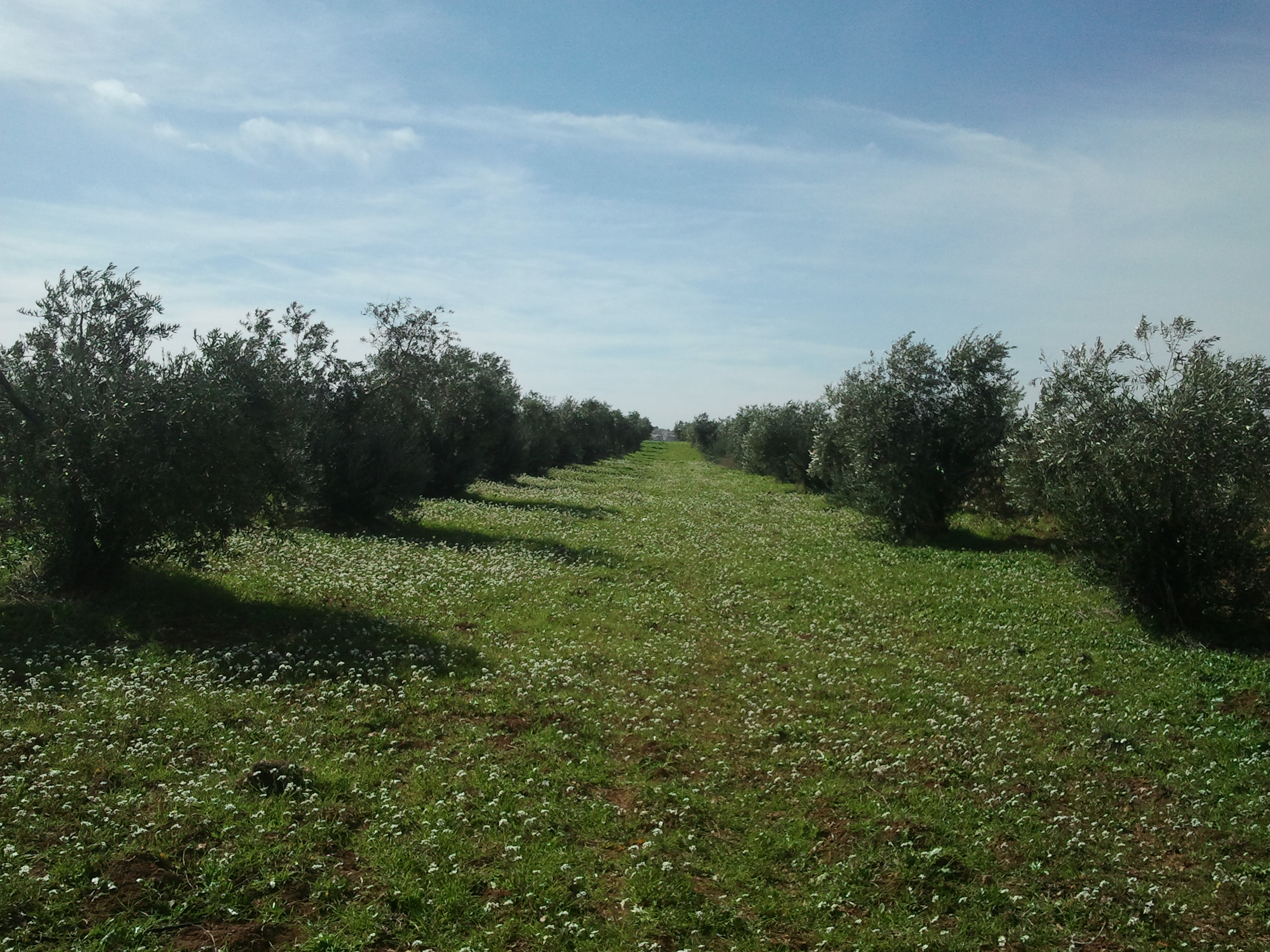
Shajarah - primăvară
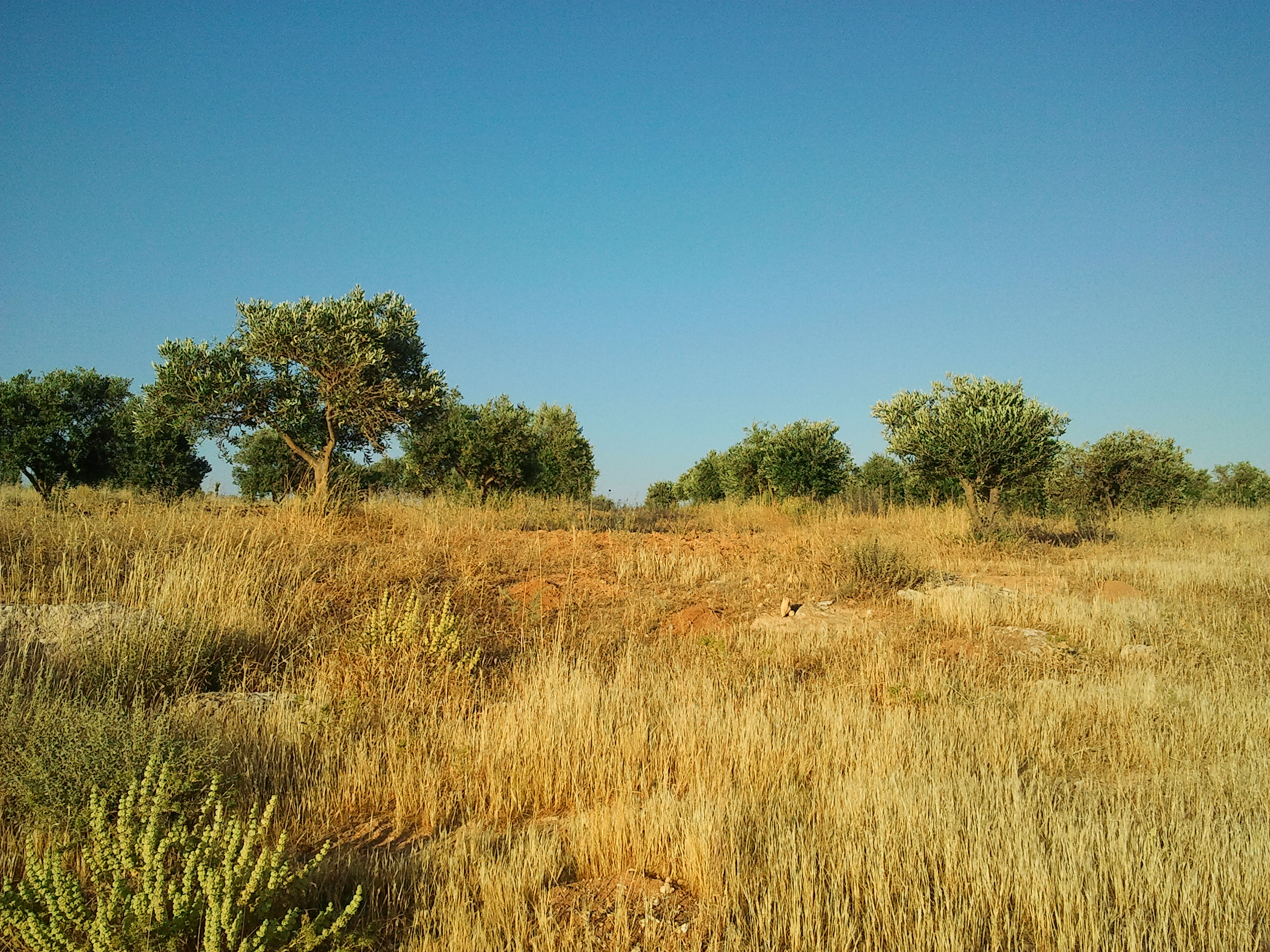
Shajarah - zona de sud a orașului, în timpul verii
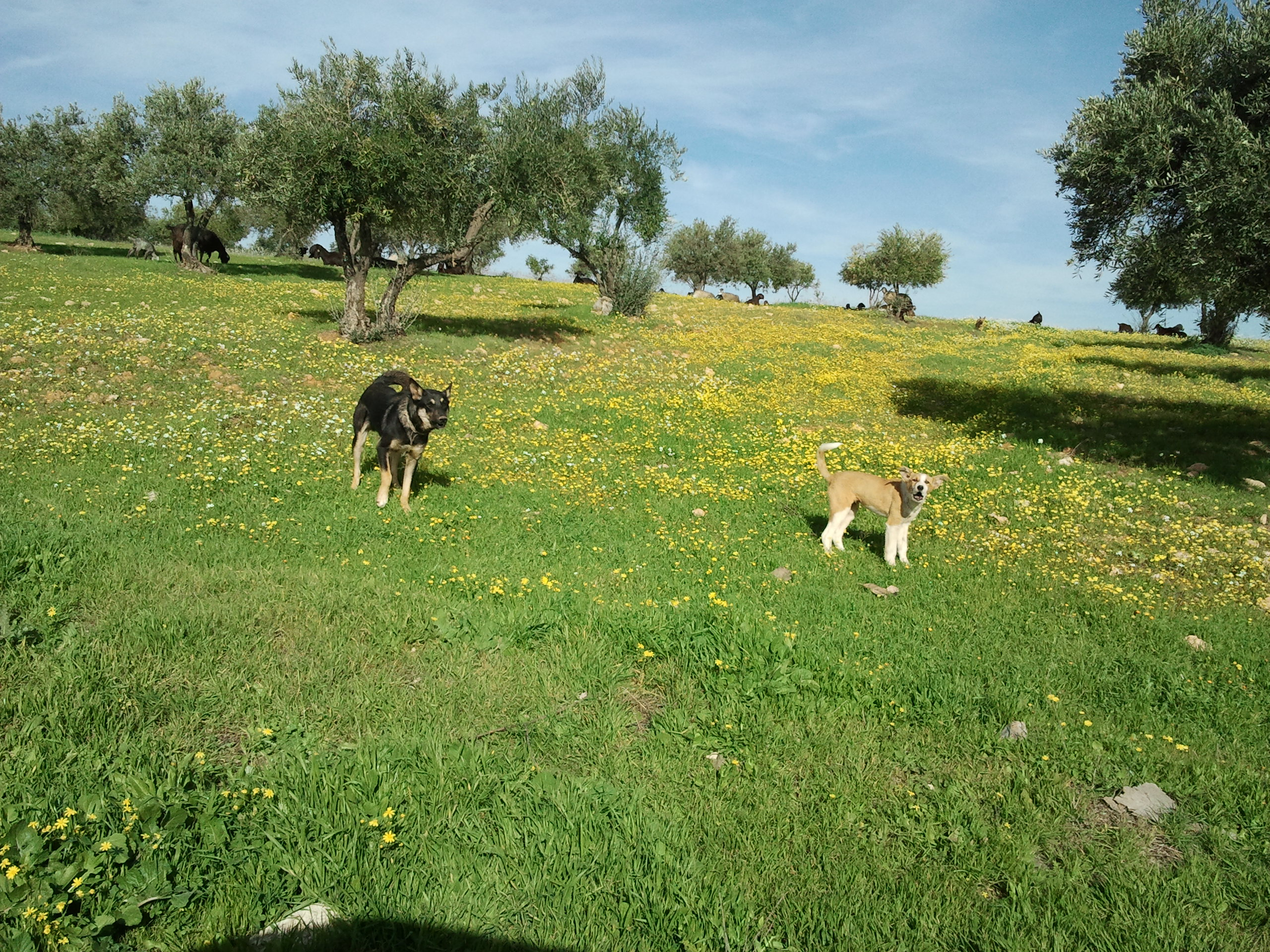
Shajarah - zona de sud a orașului